# Phụ lưu

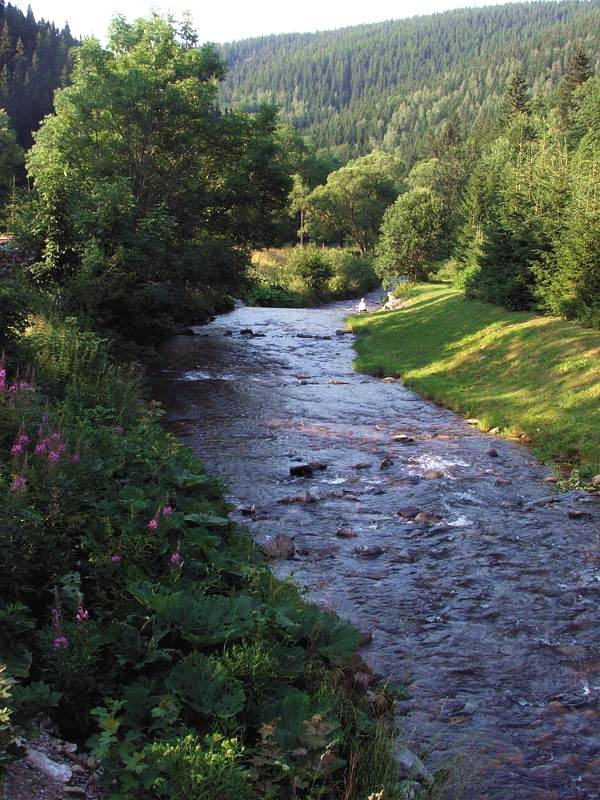
Biała Lądecka, chi lưu hữu ngạn của Nysa Kłodzka tại Ba Lan, trong khu vực làng Bielice ở Hạ Silesia.

Phụ lưu là một dòng sông đổ nước vào dòng sông chính hoặc hồ nước . Vùng đổ nước này gọi là cửa sông, cũng là nơi kết thúc của phụ lưu đó, còn điểm chung với sông chính thì gọi là điểm hợp lưu.
Việc phân biệt đâu là phụ lưu và sông chính thì không có quy tắc nào, do phải kế thừa từ việc người dân từ xa xưa đã đặt tên các đoạn sông theo ý riêng của họ. Nói chung thì sông hẹp hơn, ngắn hơn, lưu lượng nhỏ hơn được coi là phụ lưu. Song cũng có lúc, sông dài hơn và lưu lượng lớn lại vẫn bị coi là phụ lưu. Tính phần trước khi hai sông hợp vào nhau, sông Missouri dài hơn và có lưu lượng lớn hơn sông Mississippi, nhưng Missouri lại bị coi là phụ lưu của Mississippi. Hay như sông Rhine và sông Aere, tuy lưu lượng của Rhine lớn hơn, song xét chiều dài từ đầu nguồn tới chỗ hai sông gặp nhau thì Aere lại dài hơn. Người ta vẫn coi Aere là phụ lưu của Rhine.
Việc gọi đâu là sông chính và đâu là phụ lưu là do khi môn địa lý học ra đời thì sông nào có cửa sông đổ ra biển hay ra dòng sông lớn hơn khác được gọi là sông chính, và từ đó truy ngược theo tên sông lên thượng nguồn. Những sông khác có cửa sông đổ vào sông này gọi là phụ lưu cấp 1, còn sông đổ vào phụ lưu cấp 1 gọi là phụ lưu cấp 2,...

## Thuật ngữ
Các thuật ngữ dùng để chỉ vị trí tương đối của các chi lưu/phụ lưu nằm ở phía bên trái hay bên phải của sông chính gọi là tả ngạn hay hữu ngạn, khi được nhìn xuôi theo dòng chảy của sông chính. Hợp lưu là khái niệm để chỉ nơi dòng chảy của 2 hay nhiều hơn các con sông gặp nhau.

## Bậc và đánh số

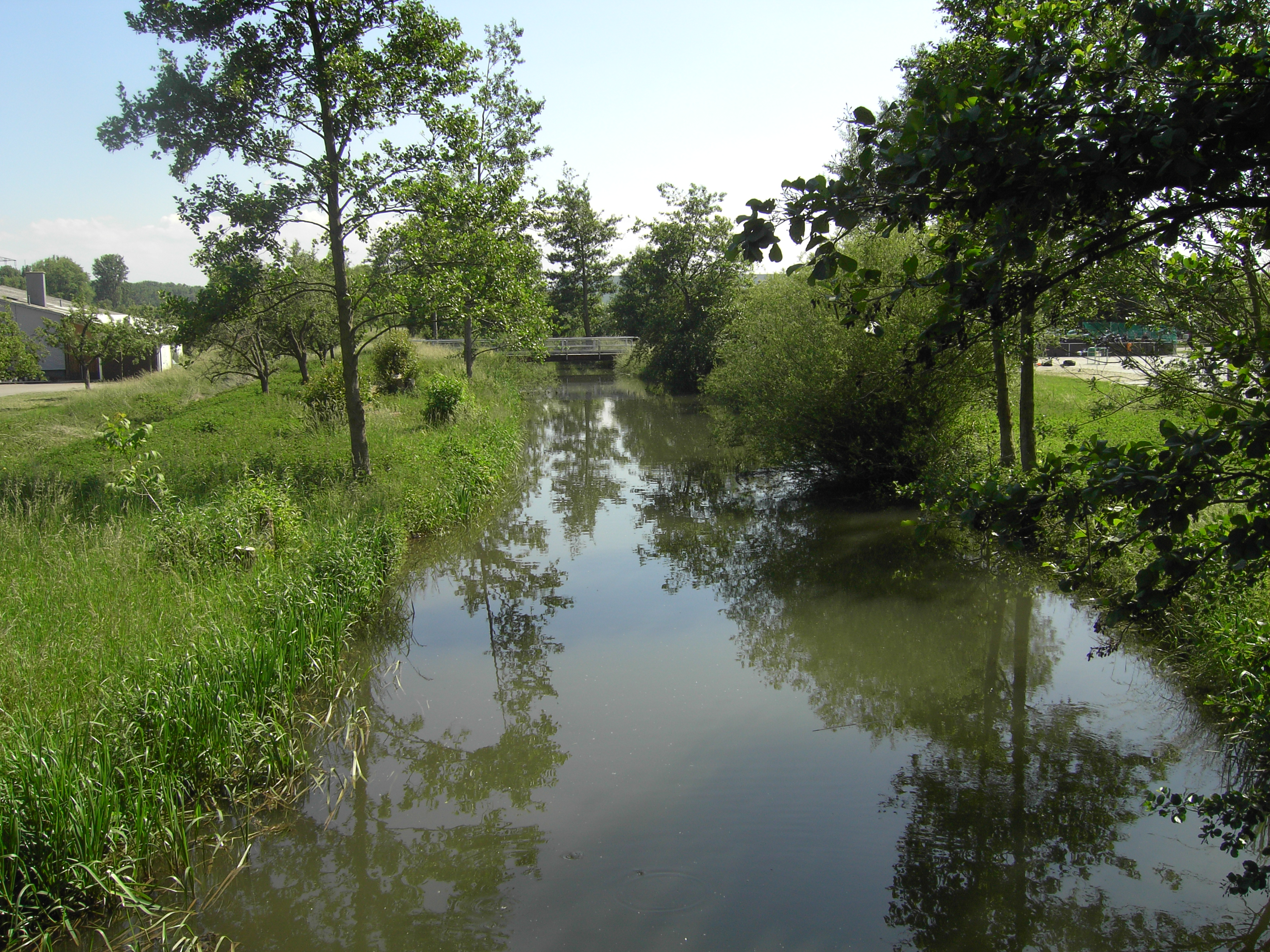
'Pfinz', phụ lưu hữu ngạn của sông Rhine, tại Baden-Württemberg

Trong sơn văn học, các phụ lưu được xếp theo bậc từ những phụ lưu gần nhất với đầu nguồn của sông chính tới những phụ lưu gần nhất với cửa sông.
Bậc sông suối Strahler sắp xếp các phụ lưu theo cấu trúc thứ bậc theo kiểu bậc một, bậc hai, bậc ba v.v, với các phụ lưu bậc càng thấp thì kích thước và quy mô càng nhỏ. Chẳng hạn, một phụ lưu bậc hai có thể bao gồm 2 hay nhiều hơn các phụ lưu bậc một kết hợp với nhau để trở thành phụ lưu bậc hai. Theo kiểu sắp xếp này thì khoảng 80% sông suối trên thế giới là bậc một hay bậc hai. Sông có cấp bậc cao nhất "bậc mười hai" là sông Amazon.